# الرجل الأخطر
الرجل الأخطر هو فيلم مصري كوميدي تم إنتاجه عام 2018، تمثيل الفنان سامح حسين وإدوارد ورحمة حسن ولطفي لبيب وأحمد حلاوة وسليمان عيد وهالة فاخر.

## القصة
تدور أحداث الفيلم في إطار كوميدي حول عمر التهامي العائد من إيطاليا بعد 28 عاماً، ومن خلال أحداث الفيلم يتضح أن عمر يبحث عن حقوقه في العمارة المُطلة على النيل التي ورثها عن والده؛ حيث أنه حاول إقناع أصحاب البنك الكائن بالدور الأرضي في العمارة لمغادرة العمارة ليتسنى له الحصول على ورثه لكنهم يرفضون.. عندها يقرر عمر التهامي بالاشتراك مع آخرين سرقة البنك، فهل ينجح عمر؟

## طاقم التمثيل
- سامح حسين[15] بدور عمر التهامي.
- إدوارد[16] بدور حارس أمن البنك.
- رحمة حسن[17] بدور خطيبة عمر.
- لطفي لبيب بدور ضيف شرف.
- أحمد حلاوة[18] بدور والد خطيبة عمر.
- سليمان عيد[19][20] بدور حارس العمارة.
- هالة فاخر[21][22] بدور إحدى قاطنات العمارة.
- فاروق الغمراوى بدور عميل بالبنك.
- أحمد مطاوع
- علاء إسماعيل
- أيمن ياسر
- أمير أبوزيد
- محمد جاد
- فاطمة عيد[23]
- محمد العشماوي
- محمود الشرقاوي
- مارتينا عادل[24]
- زينب عبد الوهاب
- هاني العدوي
- صبري عبد المنعم
- سمير حكيم

## وصلات خارجية
- الرجل الأخطر على موقع قاعدة بيانات الأفلام العربية